# 32.ª Divisão (Japão)
A 32ª Divisão foi uma divisão de infantaria do Império do Japão que serviu durante a Segunda Guerra Mundial. A divisão foi formada no dia 7 de fevereiro de 1939 em Tóquio, sendo desmobilizada no mês de setembro de 1945.

## Comandantes
| Comandante                   | Data                                          |
| ---------------------------- | --------------------------------------------- |
| General Heitaro Kimura       | 9 de março de 1939 - 22 de outubro de 1940    |
| Tenente General Tetsuzo Ide  | 22 de outubro de 1940 - 8 de outubro de 1942  |
| Tenente General Yoshio Ishii | 8 de outubro de 1942 - 30 de setembro de 1945 |

## Subordinação
- 12º Exército - 1 de abril de 1939
- 14º Exército - abril de 1944
- 2º Exército de Campo - 1944
- 2º Exército - junho de 1945

## Ordem da Batalha
- 32. Grupo de Infantaria (desmobilizada no dia 10 de janeiro de 1944)
- 210. Regimento de Infantaria
- 211. Regimento de Infantaria
- 212. Regimento de Infantaria
- 32. Regimento de Reconhecimento
- 32. Regimento de Artilharia de Campo
- 32. Regimento de Engenharia
- 32. Regimento de Transporte
- Unidade de comunicação